# Володарі драконів
«Володарі драконів» (англ. The Dragon Masters) — науково-фантастична повість  Джека Венса, вперше опублікована в серпні 1962 року в журналі «Galaxy», і в наступному році (1963) видавництвом Ace Books в книжковому варіанті під однією обкладинкою з романом «П'ять золотих браслетів». У 1963 повість удостоїлася нагороди Г'юго в номінації «найкраще оповідання».

## Опис сюжету
Планету Ерліт населяють нащадки земних переселенців, що опинилися в ізоляції після колапсу Старого порядку (Земної імперії). Планета повільно обертається і коли настає ніч, вона перебуває у владі місцевих істот, прозваних драконами. Розвиток людей невисокий, найтехнологічніше, що вони вміють, це виплавляти метали й виготовляти порох. Проте їм вдалося приручити драконів, які використовуються в міжусобних війнах. Між племенами точиться боротьба за родючі землі. В ході своєрідної гонки озброєнь вирощуються нові види драконів. Раз на багато років з космосу прилітають кораблі грефів, цивілізації ящерів, аби приручити людей і використовують їх в бойових та інших цілях. Грефи вирощують нові види людей-рабів і здійснюють набіги на ізольовані світи, руйнують людські поселення і викрадають людей в рабство, щоб поповнювати генофонд для подальшого вирощування рабів.
Правитель Долини Бенбека Джоз Бенбек, чий предок колись повстав проти ящерів, очікує нового набігу грефів. Йому доводиться вступити в бій з правителем Щасливої долини Ервісом Карколо, що мріє повернути гегемонію роду Карколо. У розпал бою в Щасливій долині приземляється корабель грефів, вони викрадають все населення на корабель, винищують негідних, підривають наземні споруди. Карколо відправляється з військом назад в долину Бенбека, щоб поглузувати над прийдешнім розгромом свого супротивника. Однак Джозі Бенбеку вдається нав'язати інопланетянам бій серед скель і розгромити військо грефів. Після відмови Джоза «об'єднатися і припинити марне знищення генофонду» гармати корабля грефів руйнують все підряд. Бенбек веде частину війська через прихований підхід до корабля, герої вриваються на борт слідом за загоном Ервіс Карколо. Люди знищують кількох грефів, але вцілілі інопланетяни викурюють нападників газом. Вийшлих назовні людей оточують солдати грефів.
Проте грефи попадаються в пастку Бенбека, його син і дружина навмисно показуються на очі грефам, вискочивши з-за скель. Думаючи, що там знаходиться прихований вхід до поселення людей, інопланетяни розстрілюють скелі, але насправді там знаходиться вхід до печери Священників, групи аскетів, які таємно будують космічний корабель. Священники спрямовують енергію його двигунів на корабель грефів і виводять його з ладу. Воїни Джоза захоплюють корабель грефів, декількох ворожих механіків і зброєносців, які зможуть його полагодити. Однак один з уцілілих зброєносців перед смертю встигає підірвати зореліт Священників. Корколо заявляє своє право власності на корабель грефів і тоді Джоз страчує його.
Джоз повертається на руїни свого дому, де знаходить старовинну річ, імовірно глобус Землі. Він мріє, що колись люди відшукають свою батьківщину, а поки повинен відбудувати зруйноване.

## Перші випуски
- New York: Ace Books, 1963, м'яка обкладинка (Ace Double F-185 разом з  П'ять золотих браслетів )
- London: Dennis Dobson, 1965, Палітурка (перше окреме видання)